# Gul passionsblomma
Gul passionsblomma (Passiflora citrina) är en art i passionsblomssläktet inom familjen passionsblommeväxter från östra Guatemala och Honduras. I det vilda växer den i fuktiga tallskogar. Den är en relativt vanlig krukväxt.
Arten är lian och rankorna kan bli 3-5 m långa. Blad har en ovanlig form, nästan likt en kamelfot. Blommorna är ca 6 cm i diameter, gula.

## Odling
Lättodlad krukväxt och blir mycket vacker i ett uterum. Kräver en solig placering och med bra ljus kan den blomma nästan året om. Föredrar en något sur jord som skall vara väldränerad. Övervintras vid 10-15°C, men klarar tillfälligt 7°C. Kräver god tillgång till näring och bör hållas jämnt fuktig året om.

## Hybrider
- P. 'Becky Speed' (P. cobanensis × P. citrina). Blommor blekt gula, 6 cm i diameter. Unga blad med röda nerver. Lättodlad och rikblommande.
- P. 'Golden Jubilee' (P. capsularis × P. citrina). Blommor är blekt gula, något doftande och liknar gul passionsblomma, men bladen mer lika stjärnpassionsblomma  men vita fläckar. Anses vara svårodlad.
- P. 'Lucy Zara' (P. capsularis × P. citrina). Blommor blekt gula till gröna med röd och gul bikrona. Lättodlad och rikblommande.
- P. 'Madeleine Goumas' ('Lucy Zara' × P. cobanensis). Blommor gula, ca 4 cm i diameter. Lättodlad och rikblommande.
- P. 'Sammy B.' ('Pink Jessie' × 'Lucy Zara). Blommor aprikosgula med rosa och gul bikrona. Lättodlad och rikblommande.
- P. 'Snowflake' (P. citrina  × P. cobanensis). Blommor blekt gula, 3-3,5 cm i diameter. Blad treflikiga, mörkt gröna.
- P. 'Paloma's Delight' (P. cobanensis × P. citrina). Blommor blekt gula till gröna med röd och gul bikrona. Blad hela till treflikiga, mörkt gröna.
- P. 'Polly Molly' (P. citrina × P. conzattiana). Blommor gula med röd och gul bikrona. Lättodlad och rikblommande.